# Margaret Carroux
Margaret Carroux (* 31. Mai 1912 in Berlin als Margaret Bister; † 22. Juli 1991 in Frankfurt am Main; Pseudonyme: Emmi Heimann, Martin Boor) war eine Übersetzerin, die viele Bücher aus dem Englischen und Französischen ins Deutsche übertrug. Ihre bekannteste Übersetzung ist die des Herrn der Ringe von J. R. R. Tolkien, die 1969/1970 erschien.

## Leben und Werk
Margaret Bister kam als Tochter eines in Berlin geborenen Franzosen zur Welt. Ihre Mutter entstammte einer Familie jüdischen Glaubens, war jedoch selbst christlich getauft. In ihrer Heimatstadt begann Bister im Herbst 1931 ein Studium der Nationalökonomie und der neueren Sprachen Englisch und Französisch, das sie im Mai 1934 abbrechen musste, weil sie als Jüdin diskriminiert wurde. Danach arbeitete sie als kaufmännische Angestellte und Fremdsprachenkorrespondentin.
Nach dem Zweiten Weltkrieg arbeitete sie bei der Militärregierung im US-Sektor Berlins. Mit einem US-Freund gründete sie schließlich eine deutsche Niederlassung des Artikeldienstes Overseas Weekly. Die New Yorker Agentur schickte ihr Artikel zur Übersetzung, die sie anschließend deutschen Zeitungen anbot, die in der unmittelbaren Nachkriegszeit weitgehend ohne Auslandskorrespondenten arbeiteten. 1948 verließ sie Berlin und zog nach Frankfurt am Main, wo sie mit der Unterstützung von Freunden mit der „Internationalen Nachrichtenagentur“ ein deutsches Pendant der „Overseas weekly“ gründete. Nach ihrer Eheschließung mit einem Bauingenieur begann die nunmehrige Carroux ihre Karriere als Übersetzerin für Sachbücher und Belletristik aus ihren beiden Fremdsprachen. Das Paar hatte zwei Kinder.
Der Verband deutschsprachiger Übersetzer literarischer und wissenschaftlicher Werke, VdÜ, hat durch zwei Mitarbeiterinnen 1983 ein von seinem Mitglied Carroux erstelltes „Englisch-deutsches Handglossar“ erstmals in digitaler Form verarbeitet und damit für ein Europäisches Übersetzer-Kollegium, EÜK, in Straelen, vor Ort zugänglich gemacht. Dies war weltweit eines der ersten digitalen Wörterbücher.

## Übersetzungen (Auswahl)
- mehrere Romane von Robert Elegant wie Die Dynastie, Mandschu und Mandarin.
- Das Mädchen mit den grünen Augen von Edna O’Brien
- Das Versprechen von Chaim Potok
- Augen wie Seide von Françoise Sagan
- Der Weiblichkeitswahn. Ein vehementer Protest gegen das Wunschbild von der Frau von Betty Friedan
- Mord im Fahrpreis inbegriffen (1964), Kriminalroman von Sébastien Japrisot
- Rückkehr nach Roissy (1969) von Pauline Réage
- Chruschtschow erinnert sich (1971) von Nikita Chruschtschow
- Der Urschrei. Ein neuer Weg der Psychotherapie (1973) von Arthur Janov
- Monsieur Proust (1974) von Céleste Albaret, die Memoiren der Haushälterin von Marcel Proust
- Deine Träume – Schlüssel zur Selbsterkenntnis. Ein psychologischer Ratgeber von Ann Faraday. Aus dem Amerikanischen übersetzt. S. Fischer Verlag, Frankfurt am Main 1978; als Taschenbuch: Fischer Taschenbuch Verlag, Frankfurt am Main 1980, ISBN 3-596-23306-2.
- Julys Leute (1982) von Nadine Gordimer
- Edgar Morin: Der Geist der Zeit. Versuch über die Massenkultur. Kiepenheuer & Witsch, Köln 1965 (L'esprit du temps. Essai de la culture de masse. Paris 1962)[4]

als Emmy Heimann
- mit weiteren Übers.: Leopold Trepper, „Ich war der Chef der Roten Kapelle.“ Die Wahrheit. Autobiographie.  Unter Mitwirkung von Patrick Rotman. Kindler, München 1975 ISBN 346300643X; wieder 1982. 24 Bildseiten, Dokumente im Anhang (Le grand jeu)
  - Die Wahrheit. Autobiographie. dtv, 1978
  - Die Wahrheit. Autobiographie des "Grand Chef" der Roten Kapelle. Ahriman, Freiburg 1995. Reihe: Unerwünschte Bücher zum Faschismus, 9[5]

als Martin Boor
- Guillaume Chpaltine: Die nicht gespielte Karte. Roman. (La Renonce ou le tracé des frontières relatives, Roman, Éditions Julliard 1960) Rowohlt, Reinbek 1963[6]

### Der Herr der Ringe
Für die Übersetzung des Herrn der Ringe standen Margaret Carroux von Tolkien verfasste Anmerkungen zur Übertragung vieler der im Buch vorkommenden Namen zur Verfügung, die später unter dem Titel Guide to the Names in The Lord of the Rings veröffentlicht wurden. Auch Tolkien selbst verfolgte die Übersetzung.
Carroux hat in ihrer Übersetzung versucht, den Stil Tolkiens einzufangen und dabei die gleiche Stimmung wie im Original zu erzeugen. Wie weit ihr das gelungen ist, ist umstritten; der spätere Übersetzer Wolfgang Krege vertrat die Ansicht, dass Tolkiens vielfältiger Stil in Carroux’ Fassung über Gebühr eingeebnet worden sei, während Freunde der Carroux-Übersetzung in Kreges Fassung einen wenig natürlich wirkenden und in dieser Form nicht Tolkiens Vorlage entsprechenden Wechsel der Stilebenen sehen.
Die Dichterin Ebba-Margareta von Freymann übersetzte dazu die Gedichte, wodurch sie bekannt wurde.
Carroux übersetzte daneben auch die 1969 im Original erschienene Parodie Herr der Augenringe (Bored of the Rings) von Henry N. Beard und Douglas C. Kenney, zwei Autoren der Satirezeitschrift The Harvard Lampoon.

## Notizen
1. ↑  Folgende Angaben nach Servos, Ardapedia, siehe Weblinks, sofern nicht anderweitig belegt.
2. ↑  Jüdische Studierende FWU Berlin 1933 bis 1938, Liste der  Friedrich-Wilhelms-Universität Berlin zwecks Durchführung des Arierparagraphen gegen Studierende. Gemäß Anordnung des Hans Globke zu den Nürnberger Gesetzen wurde Carroux demnach als „jüdisch“ eingeteilt, obwohl ihre Mutter schon als Kind aus dem Judentum ausgetreten war.
3. ↑  Arbeitschronik 1983 des EÜK, in Souveräne Brückenbauer. 60 Jahre Verband der Literaturübersetzer. Hrsg. Helga Pfetsch. Sonderheft von Sprache im technischen Zeitalter, SpritZ, Hrsg. Thomas Geiger u. a. Böhlau, Köln 2014, ISBN 9783412222840 ISSN 0038-8475, S. 177.
4. ↑  Bei Deutsche Nationalbibliothek bis 2019 Falschschreibung "Caroux"
5. ↑  Diese Ausgabe nennt die Übersetzerin nicht. Man verweist nur auf die „Erstausgabe München 1975“.
6. ↑  Motivstränge des Romans: Homosexualität, Algerienkrieg, Ungarnaufstand, Bohème, Großbürgertum. Der Spiegel, 11. Dezember 1963: Der 28jährige, in Paris lebende Autor seziert in seinem Erstlingsroman die Gesellschaft einer französischen Provinzmetropole in den Tagen der Ungarn- und Suezkrise. Seine Schilderung der vielartig verschränkten sozialen und sexuellen Beziehungen zwischen Gangstern, einer emanzipierten Bürgerstochter, kryptokommunistischen Journalisten, einem Industriellenehepaar („Sie hassen einander ganz friedlich“), einer Kriegswaise und ihren Pflegeeltern mit unbewältigter Kollaborations-Vergangenheit wirkt zunächst reichlich verworren, klärt sich aber von Seite zu Seite zum anschaulichen Bild einer gründlich korrupten Welt.
7. ↑  dort die Einträge „18. September 1967“, „21. September 1967“, „25. September 1967“, „26. September 1967“, „29. September 1967“, „23. November 1967“, „27. November 1967“, „6. December 1967“, „13. December 1967“, „11. September 1968“, „29. September 1968“
8. ↑  Man sieht, dass Carroux sich eng an die Vorlage hält... Beide Übersetzungen haben ihre Berechtigung. Ich ziehe die alte vor, weil sie näher am Original ist... Carroux drückt das (sc. die Anrede Master und Sir) mit "Herr" vollkommen korrekt aus. Kreges "Chef" entspricht einer Beschreibung des Arbeitsverhältnisses, das ist das, was das englische Wort "Boss" meinen würde. Das steht bei Tolkien aber nicht und das meint er auch nicht. Dieser Fehler ist schon gravierend, da er einen ganz zentralen Punkt, das Verhältnis der wichtigsten Akteure des HdR, Sam und Frodo, falsch wiedergibt. So Weinreich, der mehrere Übersetzungsfehler Kreges notiert

| Personendaten    | Personendaten                                                                       |
| ---------------- | ----------------------------------------------------------------------------------- |
| NAME             | Carroux, Margaret                                                                   |
| ALTERNATIVNAMEN  | Heimann, Emmi (Pseudonym); Boor, Martin (Pseudonym); Bister, Margaret (Geburtsname) |
| KURZBESCHREIBUNG | deutsche Übersetzerin                                                               |
| GEBURTSDATUM     | 31. Mai 1912                                                                        |
| GEBURTSORT       | Berlin                                                                              |
| STERBEDATUM      | 22. Juli 1991                                                                       |
| STERBEORT        | Frankfurt am Main                                                                   |